# Utica (Nebraska)
Utica je selo u američkoj saveznoj državi Nebraska. Prema popisu stanovništva iz 2010. u njemu je živjelo 861 stanovnika.